# Мартін Богман
Мартін Богманн (чеськ. Martin Bohman, 5 квітня 1980, Прага) — чеський бобслеїст, розганяючий, виступає за збірну Чехії з 2005 року. Брав участь у зимових Олімпійських іграх у Ванкувері, де його четвірка під пілотуванням Яна Врби фінішувала шістнадцятою.